# Apple I
Apple Computer 1 (później również Apple I i Apple-1) – komputer stacjonarny wydany w 1976 roku przez Apple Computer (obecnie Apple Inc.). Został zaprojektowany i ręcznie wykonany przez Steve'a Wozniaka. Przyjaciel Wozniaka, Steve Jobs, wpadł na pomysł sprzedaży komputera. Aby sfinansować stworzenie maszyny Jobs sprzedał posiadanego   Volkswagena T2, a Wozniak - swój programowalny kalkulator HP-65.

## Historia
Zaprojektowany został przez Steve'a Wozniaka, jednego z założycieli firmy Apple i wszedł do sprzedaży w kwietniu 1976 za 666,66 USD. Początkowo wyprodukowano 200 sztuk.
W odróżnieniu od innych ówczesnych komputerów przeznaczonych dla hobbystów, które były sprzedawane w formie "zrób to sam", Apple I był sprzedawany już w pełni złożony – na jego PCB zamontowanych było ponad 60 różnego typu układów scalonych. Aby jednak uzyskać w pełni funkcjonalny komputer, jego użytkownicy musieli jeszcze dodać obudowę, zasilacz, klawiaturę i monitor. Apple I był pierwszym powszechnie dostępnym komputerem korzystającym z klawiatury i monitora.

## Egzemplarze kolekcjonerskie
Począwszy od 2013 roku, potwierdzono istnienie co najmniej 63 komputerów Apple I, jednak tylko 6 zostało zweryfikowanych jako zdatne do pracy.
- W 1999 działający model tego komputera został sprzedany na aukcji za 50 000 USD[3]
- 15 czerwca 2012 działający egzemplarz sprzedano za 374,5 tys. USD[4], znajduje się on w Nexon Computer Museum w Czedżu
- W 2013 roku komputer sprzedano za ponad 671 tys. USD[5]
- 26 sierpnia 2016 prototyp Apple I sprzedano za 815 tys. USD[6]

## Dane techniczne
- Procesor: MOS Technology 6502 taktowany zegarem ok. 1 MHz
- Pamięć 4 KB RAM z możliwością rozszerzenia do 8 KB bezpośrednio na "płycie głównej" lub przy wykorzystaniu produktów innych firm aż do 48 KB
- Grafika: tryb tekstowy 40 kolumn na 24 wiersze